# ワイオヒヌ

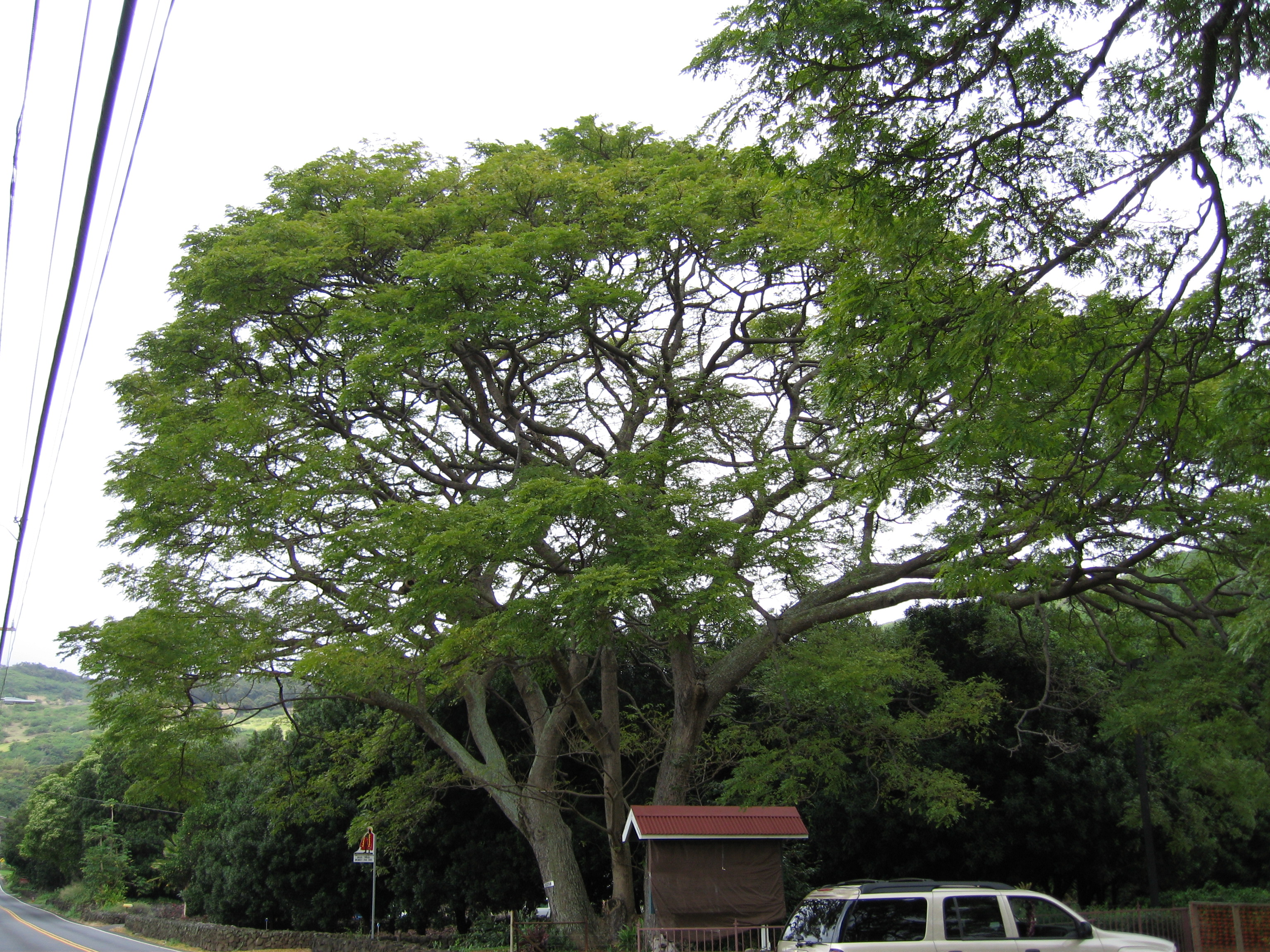
マーク・トウェインが植えたというモンキーポッドの木

ワイオヒヌ（英語: Ocean View）は、アメリカ合衆国ハワイ州ハワイ島南部のカウ地区にある集落。国勢調査指定地域でもあり、2010年の調査での住民数は213人であった。

## 名勝
マーク・トウェインは1866年にワイオヒヌを訪れて、モンキーポッドを植えたと伝えられている。この木は1957年にハリケーンにより倒木したが、切り株から生えた芽が成長し、現在は大きく育っている。
1888年に、歴史的なカウハアハオ教会（Kauahaʻao Church）が建てられていたが、 シロアリ被害により1998年4月に取り壊された。
1914年にウォン・ユエンの店（Wong Yuean Store）が開店し、この集落の唯一の店であったが、2018年4月に閉店した。
郵便番号は96772で、これはナアレフの郵便番号と同じである。

## 交通
ワイオヒヌにはハワイ州道11号線が通っており、カイルア・コナの南57マイル（92キロ）、ハワイ火山国立公園の南西32マイル（92キロ）である。ヘレオン・バスも利用できる。
この集落から、全米50州最南端のサウスポイントへ行く道路が出ている。

## 参照項目
- 東隣りの集落：ナアレフ
- 西隣りの集落：オーシャンビュー